# Рой Еванс
Рой Еванс (англ. Roy Evans, нар. 4 жовтня 1948, Бутл, Мерсісайд, Англія) — англійський футболіст, що грав на позиції захисника. По завершенні ігрової кар'єри — тренер.
Дворазовий чемпіон Англії, володар Кубка УЄФА, володар кубка Англії, володар Кубка Футбольної ліги (як тренер).

## Ігрова кар'єра
Вихованець футбольної школи клубу «Ліверпуль». Дорослу футбольну кар'єру розпочав 1965 року в основній команді того ж клубу, в якій провів дев'ять сезонів, так і не ставши гравцем основного складу і взявши за ці роки участь лише у 9 матчах чемпіонату. За цей час, утім, двічі виборював титул чемпіона Англії, ставав володарем Кубка УЄФА.
Завершив професійну ігрову кар'єру в американському клубі «Філадельфія Атомс», за команду якого виступав на умовах оренди у 1973 році.

## Кар'єра тренера
Завершивши виступи на футбольному полі, залишився в «Ліверпулі» і присвятив себе тренерській роботі. Протягом багатьох років був помічником головних тренерів клубу, а 1994 року нарешті особисто очолив тренерський штаб «Ліверпуля».
У сезоні 1994–95 здобув з «червоними» Кубок футбольної ліги.
Наразі останнім місцем тренерської роботи був клуб «Свіндон Таун», команду якого Еванс очолював як головний тренер 2001 року.

## Титули і досягнення

### Як гравця
- Чемпіон Англії: 1965–66, 1972–73
- Володар Кубка УЄФА: 1972–73
- Володар кубка Англії: 1973–74

### Як тренера
- Володар Кубка Футбольної ліги: 1994-95